# Michele Ranieli
Michele Ranieli (San Calogero, 7 febbraio 1951) è un avvocato e politico italiano.

## Biografia
Candidato alle elezioni regionali in Calabria del 2000 per i CDU senza successo, alle elezioni politiche del 2001 è eletto deputato. Dal 2001 al 2006 è stato membro della VII Commissione cultura, scienza e istruzione.